# Cryptothecia
 (janvier 2021).
 (janvier 2021).
Si vous disposez d'ouvrages ou d'articles de référence ou si vous connaissez des sites web de qualité traitant du thème abordé ici, merci de compléter l'article en donnant les références utiles à sa vérifiabilité et en les liant à la section « Notes et références ».
Genre
Les Cryptothecia sont un genre de champignons filamenteux (c'est-à-dire formés d'hyphes) de la famille des Arthoniaceae.

## Description

### Morphologie
Les champignons du genre Cryptothecia possèdent des organes de reproduction en forme de soucoupes (apothécies) dans lesquelles l'hyménium est exposé à maturité. Bituniquées, avec des parois intérieures et extérieures bien différenciées. Cette espèce peut se développer sur des écorces[réf. souhaitée]. 

## Galerie photo

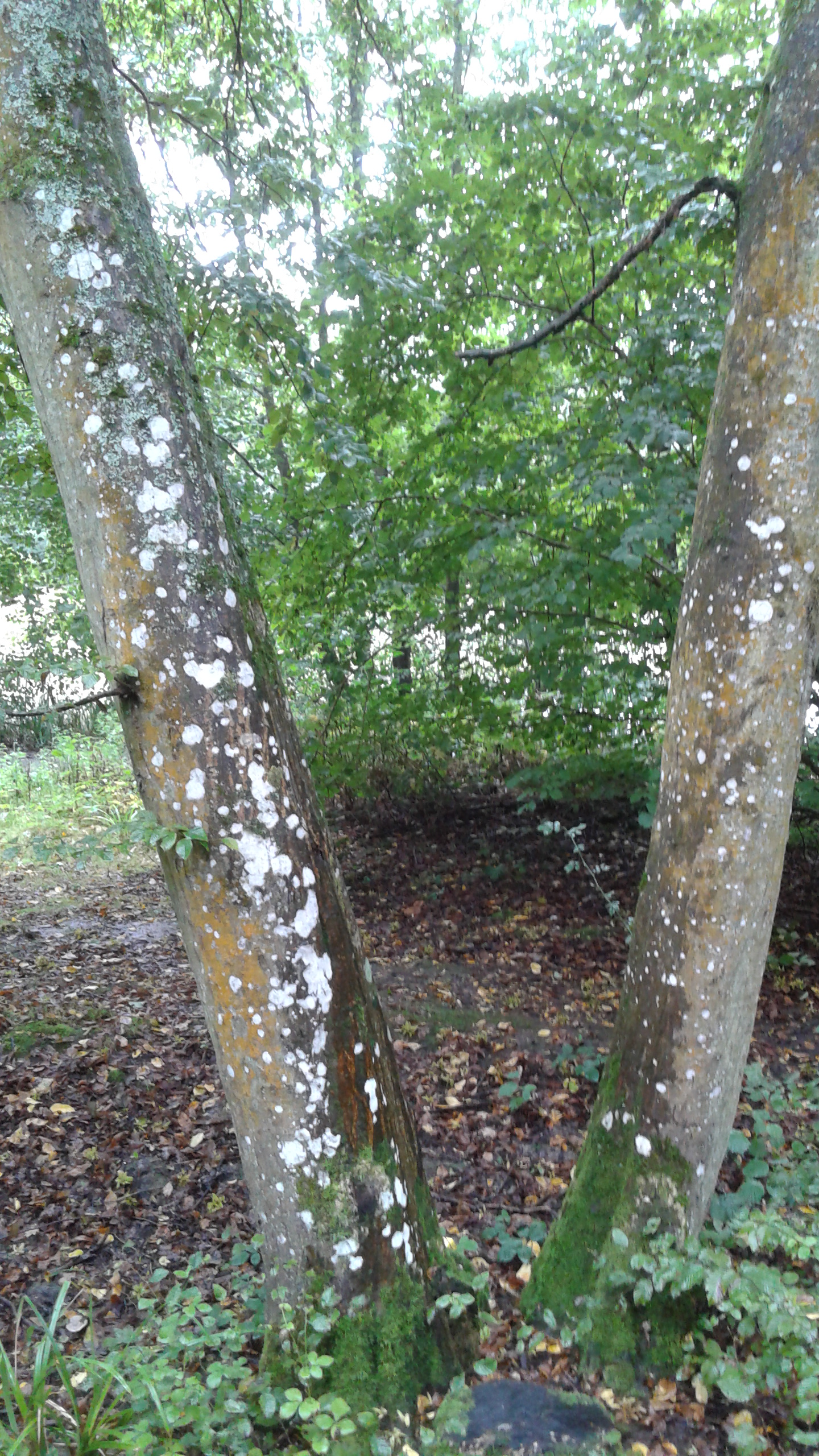
Cryptothecia striata sur un tronc.